# Badia Fiesolana
La badia di San Bartolomeo, più conosciuta come badia Fiesolana, è un luogo di culto cattolico situato fuori dal centro abitato di Fiesole, in località San Domenico, nella città metropolitana di Firenze e diocesi di Fiesole.
"Badia" è una contrazione popolare della parola abbazia. A Firenze e dintorni sono esistite cinque abbazie, situate come ai punti cardinali della città: a nord la Badia Fiesolana, a ovest la Badia a Settimo, a sud l'abbazia di San Miniato, a est la Badia a Ripoli e al centro la Badia fiorentina.

## Storia
Nel 1025-1028 nel luogo dove in passato sorgeva un oratorio dedicato ai santi Pietro e Romolo fu costruito un monastero (o come suggerisce il nome un'abbazia) intitolato a san Bartolomeo. Fra il 1456 e il 1467 il complesso venne portato allo stato attuale.

## Descrizione

### Esterno
La facciata della chiesa, che dà sull'ampio sagrato, appare in gran parte incompiuta. Nella parte inferiore di essa, nell'area del portale, comunque, è ancora possibile vedere la bella facciata romanica. Essa, realizzata interamente in marmo bianco ed in marmo verde, è suddivisa in due livelli da un cornicione: nel livello inferiore vi sono tre arcate cieche a tutto sesto sorrette da colonne (nell'arcata centrale si trova il portale); nel livello superiore, invece, vi sono tre finestre aventi forma rettangolare.

### Interno

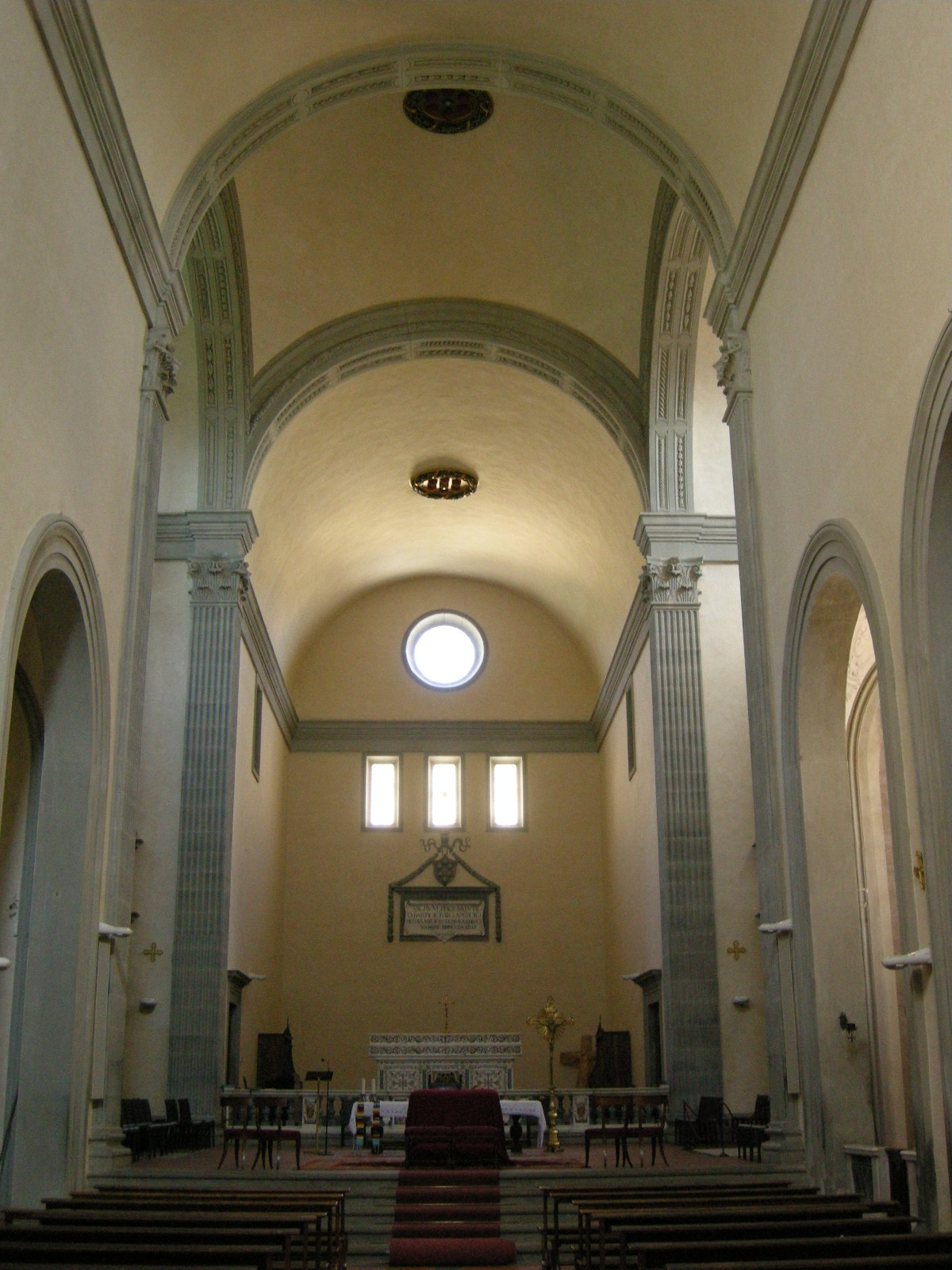
L'interno

All'interno la chiesa si presenta come un grande e spazioso tempio in stile Rinascimentale con pianta a croce latina. La navata centrale è separata dalle due navatelle laterali, più piccole in altezza e larghezza rispetto alla centrale, da quattro archi sorretti da pilastri per lato. Dall'incrocio delle quattro volte a botte della navata, del transetto e dell'abside scaturisce un'elegante volta a vela con al centro lo stemma Medici, che è visibile anche nella volta dell'abside.
Addossati alle due pareti di fondo del braccio trasversale, vi sono due grandi altari laterali, contenenti, incorniciate fra due possenti colonne corinzie due tele: in quello di sinistra è la Crocifissione con il committente Tommaso Marino di Bernardino Campi prelevato dalla chiesa di San Giovanni dei Genovesi a Milano, giunto a Firenze con lo scambio di opere che si ebbe tra le Gallerie di Firenze e quelle di Vienna del 1793 e qui in deposito dal 1877. All'altare di destra è invece una Flagellazione di Gesù di ambito fiorentino. 
Al centro della profonda abside rettangolare illuminata da quattro grandi finestre - di cui un rosone - si trova l'altare in marmi policromi realizzato nel 1610 da Giovan Battista Cennini su disegno di Pietro Tacca.

## Il monastero
A destra si trova l'ex monastero, oggi sede dell'Istituto universitario europeo. Dal chiostro rinascimentale si accede al refettorio con un affresco di Giovanni da San Giovanni, raffigurante Cristo nutrito dagli angeli (1629).

## Galleria d'immagini

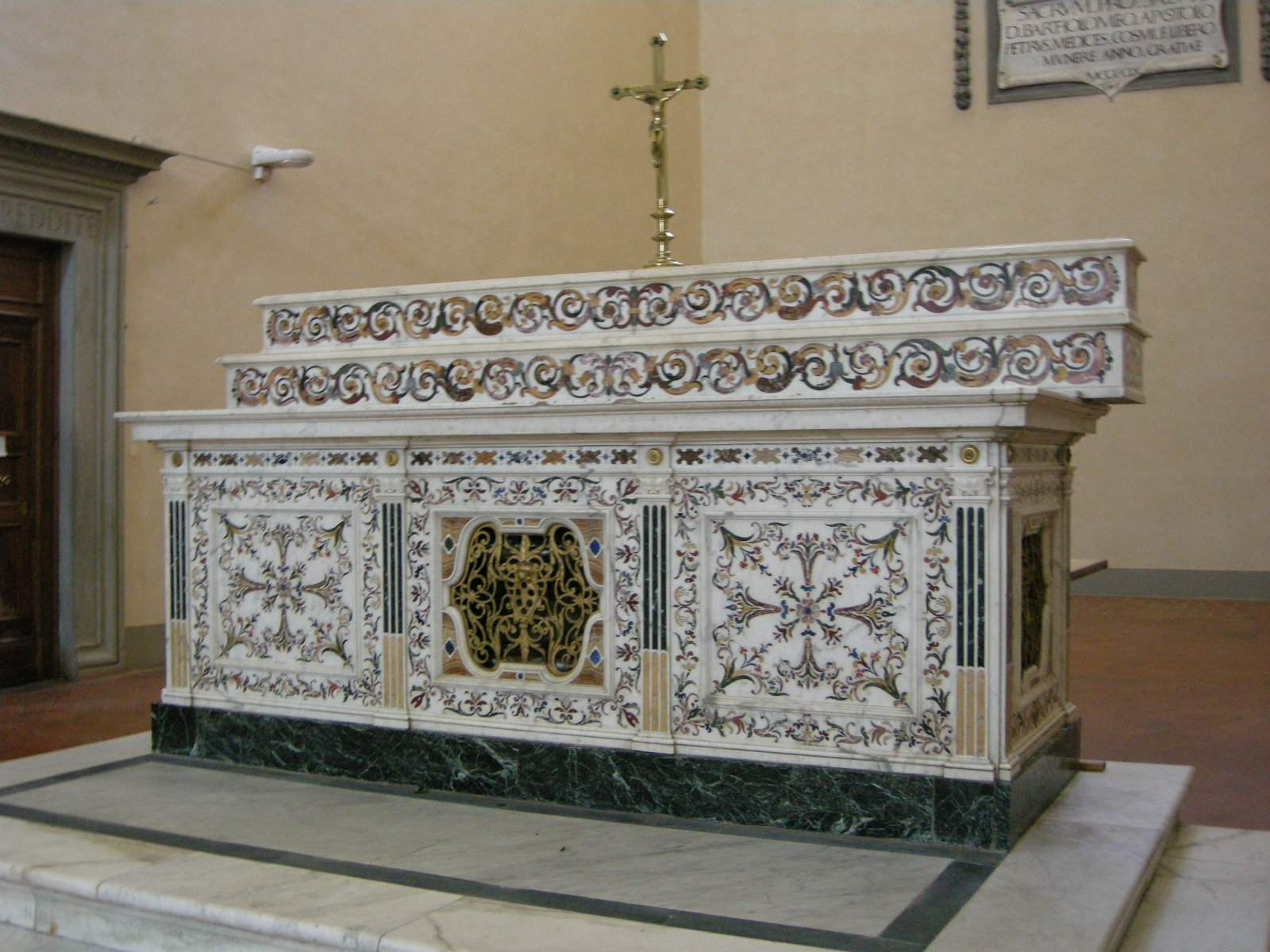
Altare maggiore di Giovan Battista Cennini
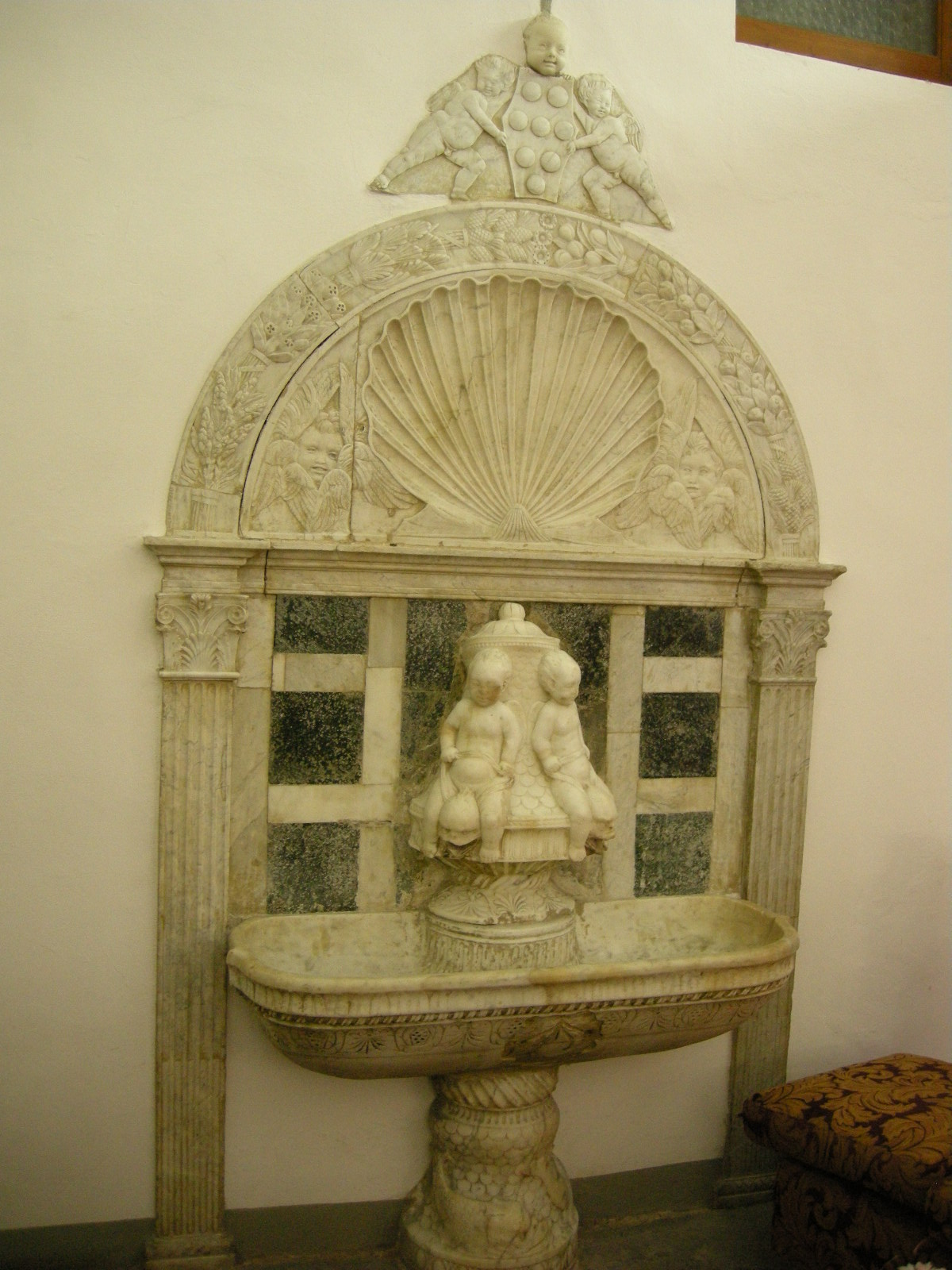
Lavabo rinascimentale di Francesco di Simone Ferrucci e Gregorio di Lorenzo
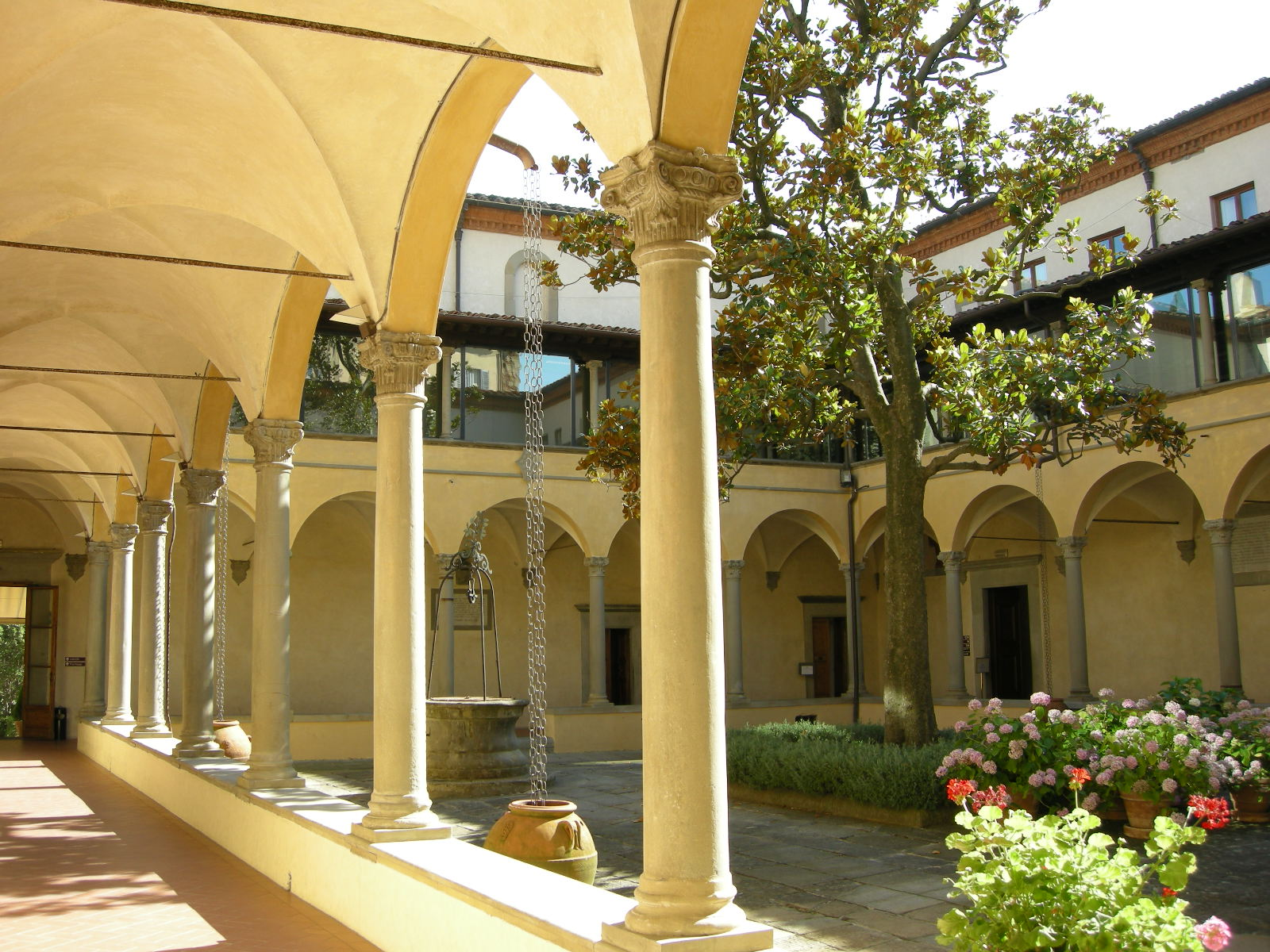
Chiostro rinascimentale
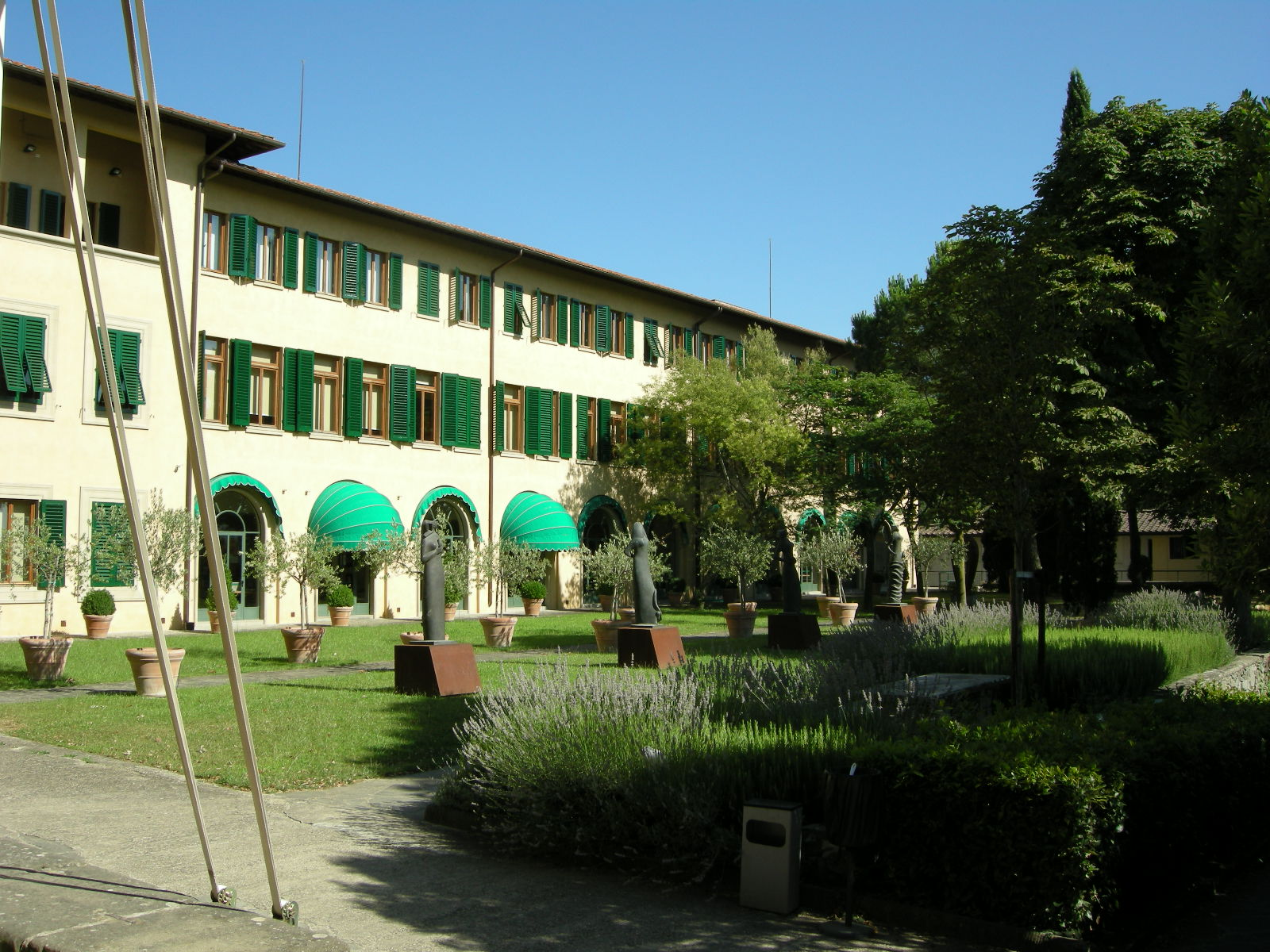
L'ex-monastero